# Nikos Arabatzis
Nikos Arabatzis (grekiska: Νίκος Αραμπατζής), född 10 mars 1984 i Serrai, är en grekisk fotbollsspelare som för närvarande spelar som försvarare för AEL 1964. Han drabbades av en knäskada sommaren 2007 och fick genomgå operationer. Han misslyckades med att få speltid säsongen 2007-08 men är redo för spel säsongen 2008-09.
Medan han spelade för Panserraikos blev Arabatzis uttagen till Greklands U21-landslag.